# Bryoptera marmoraria
Bryoptera marmoraria là một loài bướm đêm trong họ Geometridae.